# Chữ Lontara
Chữ Lontara là một kiểu thuộc nhóm chữ Brahmic truyền thống được sử dụng viết các tiếng Bugis, Makassar và Mandar ở vùng Sulawesi, Indonesia. Nó còn được gọi là chữ Bugis, vì các văn liệu Lontara viết cho tiếng Bugis là nhiều nhất .
Trong thời kỳ thuộc địa của Hà Lan chữ này phần lớn đã được thay thế bằng chữ Latinh, mặc dù ngày nay nó vẫn được sử dụng ở một mức độ hạn chế.
Thuật ngữ Lontara có nguồn gốc từ lontar là tên trong tiếng Malay của cây thốt nốt, có lá cây được sử dụng cho các bản viết. Trong tiếng Bugis chữ Lontara được gọi là urupu sulapa eppa có nghĩa là "những chữ bốn góc", ám chỉ niềm tin của Bugis-Makasar về bốn yếu tố hình thành vũ trụ: lửa, nước, không khí và đất.

Các phụ âm của Abugida Lontara

| Bảng Unicode chữ Bugis Official Unicode Consortium code chart Version 12.0 |   |   |   |   |   |   |   |   |   |   |   |   |   |   |   |   |
|                                                                            | 0 | 1 | 2 | 3 | 4 | 5 | 6 | 7 | 8 | 9 | A | B | C | D | E | F |
| U+1A0x                                                                     | ᨀ | ᨁ | ᨂ | ᨃ | ᨄ | ᨅ | ᨆ | ᨇ | ᨈ | ᨉ | ᨊ | ᨋ | ᨌ | ᨍ | ᨎ | ᨏ |
| U+1A1x                                                                     | ᨐ | ᨑ | ᨒ | ᨓ | ᨔ | ᨕ | ᨖ | ◌ᨗ | ◌ᨘ | ᨙ◌ | ◌ᨚ | ◌ᨛ |   |   | ᨞ | ᨟ |